# Temporada 2020-21 del fútbol en Andorra
La Temporada 2020-21 del fútbol andorrano abarcó todas las actividades relativas a campeonatos de fútbol, nacionales e internacionales, disputados por clubes andorranos, y por las selecciones nacionales de este país en sus diversas categorías.

## Torneos locales
| Nivel | Torneo              | Campeonato      | Campeón               |
| ----- | ------------------- | --------------- | --------------------- |
| 1     | Primera Divisió     | Edición 2020-21 | Inter Club d'Escaldes |
| 2     | Segona Divisió      | Edición 2020-21 | Ordino                |
| -     | Copa Constitució    | Edición 2021    | Sant Julià            |
| -     | Supercopa andorrana | Edición 2020    | Inter Club d'Escaldes |

## Torneos internacionales

### Liga de Campeones de la UEFA
| Equipo                | Fase             | Pts. | PJ | PG | PE | PP | GF | GC | Dif. | Rend. | Notas.                 |
| --------------------- | ---------------- | ---- | -- | -- | -- | -- | -- | -- | ---- | ----- | ---------------------- |
| Inter Club d'Escaldes | Ronda preliminar | 0    | 1  | 0  | 0  | 1  | 1  | 2  | -1   | 0,0%  | Eliminado por el Drita |

### Liga Europa de la UEFA
| Equipo                | Fase                       | Pts. | PJ | PG | PE | PP | GF | GC | Dif. | Rend. | Notas.                   |
| --------------------- | -------------------------- | ---- | -- | -- | -- | -- | -- | -- | ---- | ----- | ------------------------ |
| FC Santa Coloma       | Ronda preliminar           | 1    | 1  | 0  | 1  | 0  | 0  | 0  | 0    | 33,3% | Eliminado por el Iskra   |
| Engordany             | Ronda preliminar           | 0    | 1  | 0  | 0  | 1  | 1  | 3  | -2   | 0,0%  | Eliminado por el Zeta    |
| Inter Club d'Escaldes | Segunda Ronda eliminatoria | 0    | 1  | 0  | 0  | 1  | 0  | 1  | -1   | 0,0%  | Eliminado por el Dundalk |

## Selecciones nacionales

### Selección Absoluta Masculina

#### Enfrentamientos
| Fecha      | Ciudad           | Competición                                        | Racha | Local       |                        | Resultado |                        | Visitante   |
| ---------- | ---------------- | -------------------------------------------------- | ----- | ----------- | ---------------------- | --------- | ---------------------- | ----------- |
| 3/9/2020   | Riga             | Liga de las Naciones de la UEFA 2020-21            |       | Letonia     | Bandera de Letonia     | 0:0       | Bandera de Andorra     | Andorra     |
| 6/9/2020   | Andorra la Vieja | Liga de las Naciones de la UEFA 2020-21            | No    | Andorra     | Bandera de Andorra     | 0:1       | Bandera de Islas Feroe | Islas Feroe |
| 7/10/2020  | Andorra la Vieja | Amistoso                                           | No    | Andorra     | Bandera de Andorra     | 1:2       | Bandera de Cabo Verde  | Cabo Verde  |
| 10/10/2020 | Andorra la Vieja | Liga de las Naciones de la UEFA 2020-21            |       | Andorra     | Bandera de Andorra     | 0:0       | Bandera de Malta       | Malta       |
| 13/10/2020 | Tórshavn         | Liga de las Naciones de la UEFA 2020-21            | No    | Islas Feroe | Bandera de Islas Feroe | 2:0       | Bandera de Andorra     | Andorra     |
| 11/11/2020 | Lisboa           | Amistoso                                           | No    | Portugal    | Bandera de Portugal    | 7:0       | Bandera de Andorra     | Andorra     |
| 14/11/2020 | Ta' Qali         | Liga de las Naciones de la UEFA 2020-21            | No    | Malta       | Bandera de Malta       | 3:1       | Bandera de Andorra     | Andorra     |
| 17/11/2020 | Andorra la Vieja | Liga de las Naciones de la UEFA 2020-21            | No    | Andorra     | Bandera de Andorra     | 0:5       | Bandera de Letonia     | Letonia     |
| 25/3/2021  | Andorra la Vieja | Clasificación de UEFA para la Copa Mundial de 2022 | No    | Andorra     | Bandera de Andorra     | 0:1       | Bandera de Albania     | Albania     |
| 28/3/2021  | Varsovia         | Clasificación de UEFA para la Copa Mundial de 2022 | No    | Polonia     | Bandera de Polonia     | 3:0       | Bandera de Andorra     | Andorra     |
| 31/3/2021  | Andorra la Vieja | Clasificación de UEFA para la Copa Mundial de 2022 | No    | Andorra     | Bandera de Andorra     | 1:4       | Bandera de Hungría     | Hungría     |
| 3/6/2021   | Andorra la Vieja | Amistoso                                           | No    | Andorra     | Bandera de Andorra     | 1:4       | Bandera de Irlanda     | Irlanda     |
| 7/6/2021   | Andorra la Vieja | Amistoso                                           |       | Andorra     | Bandera de Andorra     | 0:0       | Bandera de Gibraltar   | Gibraltar   |

#### Estadísticas
|       | Equipo  | V | E | P  | GF | GC | DG  | %     |
| ----- | ------- | - | - | -- | -- | -- | --- | ----- |
| 151.º | Andorra | 0 | 3 | 10 | 4  | 32 | -28 | 7.69% |

### Selección Sub-17

#### Enfrentamientos
| Fecha     | Ciudad | Competición                                                | Racha | Local   |                    | Resultado |                    | Visitante |
| --------- | ------ | ---------------------------------------------------------- | ----- | ------- | ------------------ | --------- | ------------------ | --------- |
| Cancelado | TBD    | Clasificación al Campeonato Europeo Sub-17 de la UEFA 2021 | ?     | Francia | Bandera de Francia | :         | Bandera de Andorra | Andorra   |
| Cancelado | TBD    | Clasificación al Campeonato Europeo Sub-17 de la UEFA 2021 | ?     | Escocia | Bandera de Escocia | :         | Bandera de Andorra | Andorra   |
| Cancelado | TBD    | Clasificación al Campeonato Europeo Sub-17 de la UEFA 2021 | ?     | Andorra | Bandera de Andorra | :         | Bandera de Gales   | Gales     |

### Selección sub-19

#### Enfrentamientos
| Fecha     | Ciudad | Competición                                                       | Racha | Local   |                    | Resultado |                     | Visitante |
| --------- | ------ | ----------------------------------------------------------------- | ----- | ------- | ------------------ | --------- | ------------------- | --------- |
| Cancelado | TBD    | Clasificación para el Campeonato de Europa Sub-19 de la UEFA 2021 | ?     | Noruega | Bandera de Noruega | :         | Bandera de Andorra  | Andorra   |
| Cancelado | TBD    | Clasificación para el Campeonato de Europa Sub-19 de la UEFA 2021 | ?     | Hungría | Bandera de Hungría | :         | Bandera de Andorra  | Andorra   |
| Cancelado | TBD    | Clasificación para el Campeonato de Europa Sub-19 de la UEFA 2021 | ?     | Andorra | Bandera de Andorra | :         | Bandera de Islandia | Islandia  |

### Selección Sub-21

#### Enfrentamientos
| Fecha      | Ciudad           | Competición                                   | Racha | Local      |                       | Resultado |                       | Visitante  |
| ---------- | ---------------- | --------------------------------------------- | ----- | ---------- | --------------------- | --------- | --------------------- | ---------- |
| 4/9/2020   | Estambul         | Clasificación para la Eurocopa Sub-21 de 2021 | No    | Turquía    | Bandera de Turquía    | 1:0       | Bandera de Andorra    | Andorra    |
| 8/9/2020   | Elbasani         | Clasificación para la Eurocopa Sub-21 de 2021 | No    | Albania    | Bandera de Albania    | 3:1       | Bandera de Andorra    | Andorra    |
| 7/10/2020  | Andorra la Vieja | Clasificación para la Eurocopa Sub-21 de 2021 |       | Andorra    | Bandera de Andorra    | 3:3       | Bandera de Inglaterra | Inglaterra |
| 13/10/2020 | Pristina         | Clasificación para la Eurocopa Sub-21 de 2021 | No    | Kosovo     | Bandera de Kosovo     | 1:0       | Bandera de Andorra    | Andorra    |
| 13/11/2020 | Stoke-on-Trent   | Clasificación para la Eurocopa Sub-21 de 2021 | No    | Inglaterra | Bandera de Inglaterra | 3:1       | Bandera de Andorra    | Andorra    |
| 17/11/2020 | Ried im Innkreis | Clasificación para la Eurocopa Sub-21 de 2021 | No    | Austria    | Bandera de Austria    | 4:0       | Bandera de Andorra    | Andorra    |
| 4/6/2021   | Andorra la Vieja | Clasificación para la Eurocopa Sub-21 de 2023 | No    | Andorra    | Bandera de Andorra    | 0:3       | Bandera de Albania    | Albania    |
| 8/6/2021   | Pristina         | Clasificación para la Eurocopa Sub-21 de 2023 | No    | Kosovo     | Bandera de Kosovo     | 2:0       | Bandera de Andorra    | Andorra    |